# ウマーベラス
「ウマーベラス」は、2018年8月31日にbinyl recordsより「MONKEY MAJIK × サンドウィッチマン」名義でリリースされたシングル。デジタル配信のほか、サンドウィッチマンおよびMONKEY MAJIKの双方のライブ会場限定でシングルCDも販売された。

## 概要
サンドウィッチマンの冠番組であるTBC東北放送（宮城県仙台市）の『サンドのぼんやり〜ぬTV』（番組販売あり：参照）では、番組オープニング曲をサンドウィッチマン（メンバー両名が仙台出身）とエドワード・エンターテインメント・グループ（EEG、仙台市）所属の仙台都市圏在住アーティストとで共作してきた。それらの歌詞は、同番組の内容を端的に示すものであった。しかし、番組に出演するTBC女子アナウンサーが同番組を降板する度、女子アナに関する部分の歌詞を降板後に無音にするという修正が繰り返されてきた。
2018年（平成30年）3月末を以って、出演していたTBC女子アナの袴田彩会が降板すると、当時の番組オープニング曲（EEG所属のRake作曲）の歌詞の中での同アナに関する部分は従前に倣って無音にされた。同番組の放送開始10周年もあり、新たなオープニング曲を作ろうということになると、EEG所属でサンドウィッチマンと元々親交があるMONKEY MAJIK（仙台都市圏在住）に依頼して新曲が共作されることになり、同年6月15日放送の同番組において初披露された。
この同番組オープニング曲は、インストゥルメンタルのイントロ、および、歌詞を伴ったメロディで、合計して約25秒である。なお、過去のオープニング曲とは異なり、2018年4月からアシスタントを務める熊谷アナの名前はこの曲には出ておらず、出演者の部分は「伊達ちゃん・トミーともう一人」とする事で対応している。
一方、同番組オープニング曲（約25秒）の歌詞を替えてAメロとし、さらにBメロを加えるなど再構成した新曲が創られた。すなわち、同番組オープニング曲（約25秒）とはAメロのメロディが共通するだけでその他は歌詞も含め全く異なる曲が創作され、「ウマーベラス」（曲長：約4分）との曲名が付けられた。この新曲は『TBC夏まつり2018』（宮城県仙台市・勾当台公園等にて同年7月21日・22日に開催）において、21日のステージで初演奏された（TBCにより宮城県に生中継）。なお、この新曲のミュージック・ビデオは、カナダ・バンクーバー出身のケビン・バオが監督を務めた。
同曲のコンセプトは、
| コンセプト                           | デビュー年 | 国   | 説明                                             |
| ------------------------------------ | ---------- | ---- | ------------------------------------------------ |
| アース・ウィンド・アンド・ファイアー | 1969年結成 | 米国 | 1970年代に全盛期を迎えたソウルミュージックバンド |
| トロン                               | 1982年公開 | 米国 | ウォルト・ディズニー・ピクチャーズ配給のSF映画   |
| サンドウィッチマン                   | 1998年結成 | 日本 | 2007年開催の第7回M-1グランプリのチャンピオン     |

の3つの要素だった。また、「ウマーベラス」の歌詞は、サンドウィッチマンのコント「スポーツジム」のネタやメンバーの伊達みきおの持ちネタである「ゼロカロリー理論」を全面的に取り入れた内容となった。プロモーションビデオでは、アース・ウィンド・アンド・ファイアーやABBAなど主に1970年代に人気だったアーティストの衣装デザインを取り入れている。
シングルの配信開始と同時にYouTubeでPVが公開され、10日間で100万再生を突破した（後に1000万再生を突破）。
2018年10月19日放送の『ミュージックステーション』（テレビ朝日）でテレビ初披露された。
サンドウィッチマンとMONKEY MAJIKはこの曲で『第69回NHK紅白歌合戦』（NHK）に出演を狙っていたが実現しなかった。ただしサンドウィッチマンはテレビ副音声（紅白ウラトークチャンネル）の担当に起用されている。

## 収録曲
1. ウマーベラス [4:01]
  - 作詞：Maynard, Blaise, TAX, サンドウィッチマン／作曲・編曲：Maynard, Blaise

Aメロが『サンドのぼんやり〜ぬTV』（東北放送）のオープニングテーマとして使用されているが、歌詞は異なる。製作過程で、2016年リリースのMONKEY MAJIKの楽曲「Delicious」のアンサーソングという裏テーマも込められた[6]。
曲名はサンドウィッチマンの富澤たけしが食レポの際の決め台詞として、かねてから使っていたものである。
2. The Sandwich Man [1:38]
  - 作詞・作曲・編曲：Maynard, Blaise

サンドウィッチマンのホールツアー用のテーマ曲。今回新たに書き下ろされた[4]。  ザ・ベンチャーズのオマージュ作品で、当初はインストゥルメンタルの予定だったが、作っている間にメロディーが浮かびボーカルが入れられた[7]。
3. ウマーベラス -instrumental- [4:01]